# Carl Switzer
Carl Dean Switzer (Paris, Illinois, 7 de agosto de 1927-Los Ángeles, 21 de enero de 1959) fue un actor infantil, criador profesional de perros y guía de caza estadounidense, conocido por sus actuaciones en los cortometrajes de La Pandilla, en los cuales encarnaba a Alfalfa, uno de los personajes más populares y recordados de la serie.

## Inicios
Nacido en Paris, Illinois, era el último de los cuatro hijos de Gladys C. Doerr y G. Frederick Switzer. Él y su hermano mayor, Harold Switzer, se hicieron famosos en su ciudad natal por su talento para las actuaciones musicales, cantando y tocando ambos hermanos diferentes instrumentos.

## La Pandilla

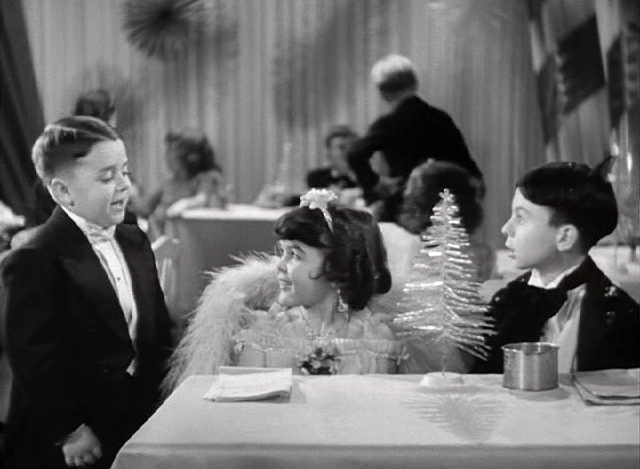
Switzer (derecha) como "Alfalfa" en Our Gang Follies of 1938, con los miembros de La Pandilla George McFarland y Darla Hood.

La familia Switzer hizo un viaje a California en 1934 para visitar a unos familiares. Mientras hacían turismo, acabaron llegando a los estudios Hal Roach. Tras un paseo por las instalaciones, Harold y Carl, con ocho y seis años de edad, respectivamente, entraron en la cafetería del centro, en la cual improvisaron una actuación. El productor Hal Roach quedó impresionado con los niños y los contrató para actuar en La Pandilla. Harold recibió dos motes, "Slim" y "Deadpan", y Carl fue apodado "Alfalfa".
Los hermanos Switzer actuaron por primera vez en un cortometraje de La Pandilla en 1935, el titulado Beginner's Luck. Al final del año Alfalfa era uno de los principales personajes de la serie, mientras que Harold más o menos había quedado relegado a un papel secundario.
Aunque Carl Switzer era un experimentado cantante y músico, su personaje Alfalfa a menudo cantaba versiones desafinadas de éxitos contemporáneos, principalmente los de Bing Crosby.
Hacia finales de 1937, Alfalfa Switzer había superado a George “Spanky” McFarland, la estrella de la serie, en popularidad. Aunque los dos muchachos intentaban continuar, sus padres discutían constantemente sobre el tiempo en pantalla de sus hijos y sus salarios. Irónicamente, el mejor amigo de Switzer entre los niños de La Pandilla era Tommy Bond, quien interpretaba a su némesis, "Butch". 
Tras vender Hal Roach La Pandilla a Metro-Goldwyn-Mayer en 1938, la mala conducta del ahora adolescente Switzer se hizo aún más extrema. La actitud de Switzer impresionó a uno de sus más jóvenes compañeros de La Pandilla, Robert Blake, quien, ya de adulto, se hizo conocido por su actitud iconoclasta.

## Años como adulto
El período de Switzer en La Pandilla finalizó en 1940, con doce años de edad. Tras ello siguió actuando en el cine en varios papeles de reparto, en filmes como I Love You Again, Going My Way, Courage of Lassie, Qué bello es vivir y el título protagonizado por John Wayne Island in the Sky.
Sus últimos papeles como protagonista fueron en unas comedias de los años 1946 y 1947 de los Gas House Kids en las que retomó su caracterización como "Alfalfa". Posteriormente volvió a los papeles de reparto, incluyendo un corto período como el personaje "Alfalfa Johnson" en filmes wéstern de clase B.
Switzer hizo además un cameo en el musical de 1954 White Christmas, producción protagonizada por Bing Crosby, Danny Kaye, Rosemary Clooney y Vera-Ellen. Además de su trabajo cinematográfico, Switzer también hizo algunas actuaciones televisivas. 
Su último papel cinematográfico llegó con el film de 1958 Fugitivos, y su actuación final en televisión tuvo lugar en The Roy Rogers Show, donde cantó desafinadamente al estilo "Alfalfa". La difícil reputación de Switzer y su encasillamiento como "Alfalfa" le dificultaron el encontrar trabajos de calidad.

## Vida personal
A principios de los años cincuenta, Switzer se mudó a Kansas, viviendo y trabajando en una granja en Pretty Prairie, al oeste de Wichita. Allí conoció y se casó con Diane Collingwood, heredera de la empresa cerealista Collingwood Grain. El matrimonio duró únicamente cuatro meses, y la pareja tuvo un hijo, Lance.
En esta época Switzer se dedicó a la cría de perros de caza y a trabajar como guía en expediciones cinegéticas. Entre sus clientes más notables figuraban Roy Rogers, Dale Evans y James Stewart.
En enero de 1958 sobrevivió a un disparo recibido en el brazo mientras subía a su coche. Nunca fue identificado su agresor.

## Asesinato

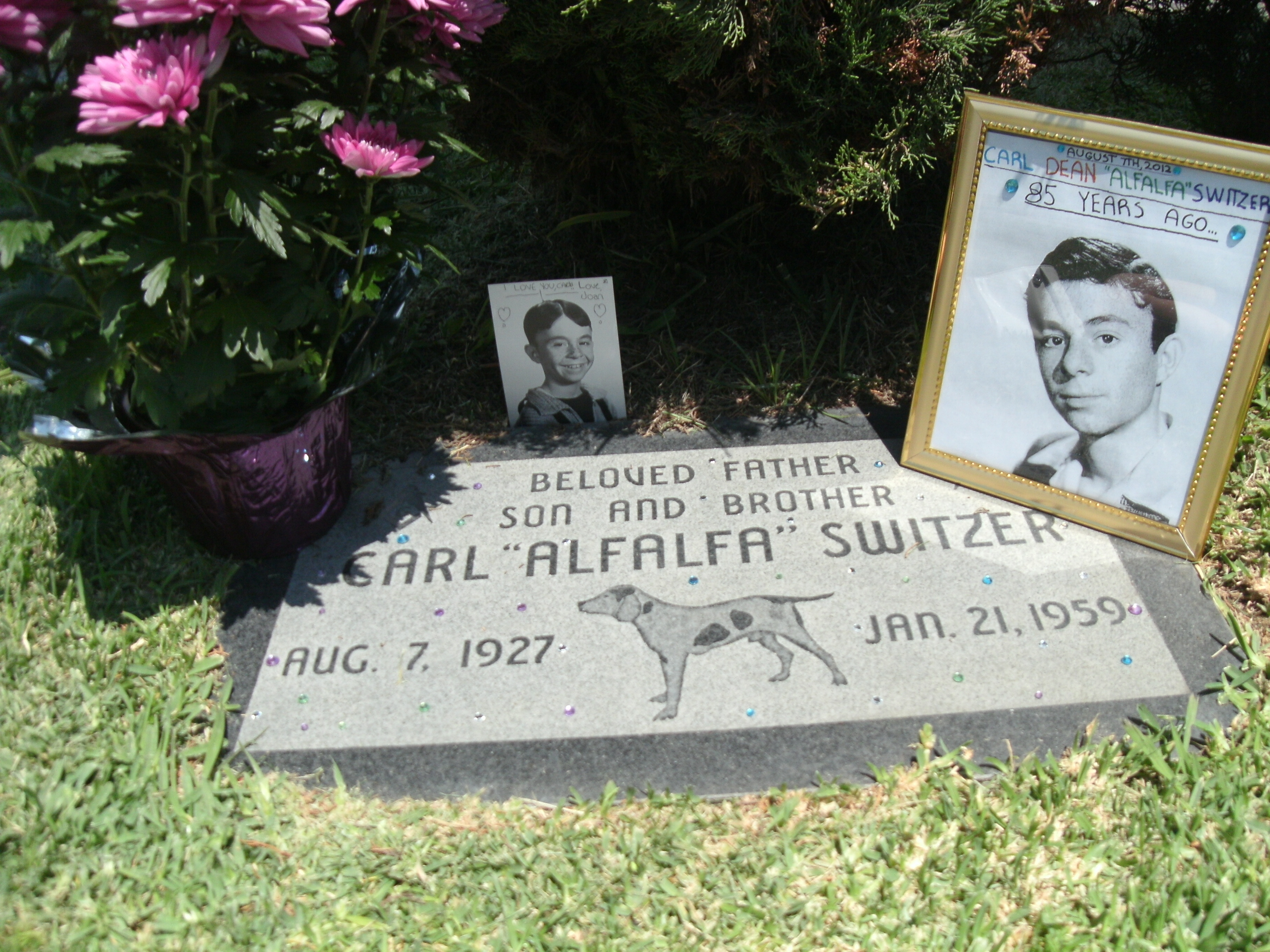
Tumba de Carl "Alfalfa" Switzer el 7 de agosto de 2012, día del 85° aniversario de su nacimiento.

El 21 de enero de 1959, Switzer tuvo una discusión sobre un perro de caza extraviado y sobre la recompensa ofrecida por él con el dueño del animal, Moses "Bud" Stiltz. Durante la discusión Switzer estaba bebido y peleó con Stiltz, el cual amenazó al actor con un revólver. Switzer intentó acuchillar a Stiltz, el cual le disparó en la ingle. Switzer sufrió una hemorragia masiva y fue declarado muerto al ingresar en el hospital. Tenía 31 años.
Los hechos fueron muy controvertidos, y hubo varias versiones acerca de los mismos pero, finalmente, la muerte se consideró un homicidio justificado.
Switzer fue enterrado en el Cementerio Hollywood Forever de Hollywood, California.